# Acordo de Taife
Acordo de Taife é a designação comum para um documento de nome oficial Carta Nacional de Reconciliação aprovado a 22 de outubro de 1989 e ratificado pelo parlamento libanês em 5 de novembro de 1989 na cidade de Taife, Arábia Saudita, cujo objetivo foi acabar com a guerra civil no Líbano, que se desenrolava desde 1975.
Em setembro de 1989 sessenta e dois membros da Assembleia Nacional do Líbano (trinta e um cristãos e trinta e um muçulmanos) encontraram-se em Taife para debater um documento que visava a reconciliação nacional. Deste sessenta e dois membros, cinquenta e oito votaram a favor do documento final.
Rafik Hariri, ex-primeiro ministro libanês assassinado em 2005 participou na redação do documento, tendo também custeado a deslocação dos libaneses a Taife.
O acordo manteve a divisão de determinados cargos políticos entre membros das comunidade religiosas libaneses (uma tradição dos anos 1940, que estabelece que o presidente do país deve ser um cristão maronita, o primeiro-ministro um muçulmano sunita e o porta-voz do parlamento um muçulmano xiita), tendo contudo reduzido o poder do presidente, transferindo poder executivo para o Conselho de Ministros, cuja composição deve ser repartida de forma igualitária entre cristãos e muçulmanos. O Acordo levou igualmente ao aumento no número de deputados na Assembleia Nacional, de noventa e nove para cento e vinte e oito (sendo que este número deveria ser dividido de forma igual entre cristãos e muçulmanos).
O Acordo previa o desarmamento dos grupos armados, o que não foi conseguido, dado que a resolução 1701 do Conselho de Segurança das Nações Unidas, aprovada em Agosto de 2006 no contexto do conflito entre Israel e o Líbano, pediu o desarmamento das milícias.
O Acordo de Taife foi incorporado na Constituição do Líbano em 1990.